# Tarcondimot I
Tarcondimot I Filantoni (en llatí Tarcondimotus Philantonius, en grec antic Ταρκονδίμοτος) va ser rei de Cilícia durant la Segona Guerra Civil romana.
El va nomenar Gneu Pompeu Magne amb un títol inferior a rei (tetrarca probablement) l'any 64 aC, ja que lluitava al seu costat. Va restar lleial al seu patró al que donava suport contra Juli Cèsar l'any 48 aC i després de la batalla de Farsàlia va obtenir el perdó del vencedor. El 44 aC es va unir a Cassi, i més tard a Marc Antoni en contra d'Octavi. Marc Antoni li va donar el títol de rei potser l'any 36 aC.
Va morir a una batalla naval lliurada a les ordres del pompeià Gai Sosi contra Marc Vipsani Agripa. El nom Tarcondimotus és el que figura a les monedes però en els textos apareix amb diverses variants. El va succeir el seu fill Tarcondimot II Filopàtor.